# Espagnol nicaraguayen
L'espagnol nicaraguayen (espagnol : español nicaragüense) est la variante de l'espagnol employée au Nicaragua comme langue officielle.

## Caractéristiques

### Voseo
Au Nicaragua, comme en Argentine, au Guatemala, en Colombie, au Costa Rica, au Paraguay, en Uruguay, au Venezuela, au Chiapas (Mexique) et dans le reste de l'Amérique centrale (à l'exception partielle du Belize et du Panama), le voseo (tutoiement) est utilisé ; et comme dans l'espagnol rioplatense, l'utilisation du pronom vos fait partie de la norme culturelle.
Au Nicaragua, le voseo pronominal et verbal est utilisé, le tuteo (vouvoiement) étant minoritaire. Au Nicaragua, le voseo pronominal et verbal est utilisé, le tuteo étant minoritaire. Le voseo est couramment utilisé dans les relations familiales et publiques entre personnes du même âge ou entre amis. Par courtoisie ou par respect pour les personnes d'importance publique (dirigeants, employeurs, professionnels), les adultes ou les personnes âgées, on utilise usted.
Au Nicaragua, l'usage de tú (tu, toi) a pratiquement disparu, car toute la population utilise vos pour l'informel et usted pour le formel. Si quelqu'un utilise tú, il est considéré comme un étranger ou comme quelqu'un qui imite une autre culture, car l'utilisation de tú ou sa conjugaison dans certaines expressions ou phrases est le résultat de nombreux feuilletons hispano-américains (principalement mexicains) où le tuteo est d'usage.
Au Nicaragua, l'utilisation du pronom vos est la norme culturelle pour toutes les couches sociales. Ces dernières années, le pronom vos a également commencé à être utilisé dans les médias écrits : dans les journaux, les magazines et toutes sortes de publications.

### Lexique
L'espagnol du Nicaragua contient des centaines de mots nahuatl, ainsi que des archaïsmes et de nombreux néologismes et anglicismes dus à la forte influence américaine dans l'histoire du pays.